# فيليب كولير
فيليب كولير (بالإنجليزية: Philip Collier)‏ هو نقابي وسياسي أسترالي، ولد في 21 أبريل 1873 في أستراليا، وتوفي في 18 أكتوبر 1948 في نفس البلد. حزبياً، نشط في حزب العمال الأسترالي. وقد انتخب عضو الجمعية التشريعية لأستراليا الغربية وانتخب Premier of Western Australia ‏ (24 أبريل 1933 – 19 أغسطس 1936) وانتخب Premier of Western Australia ‏ (17 أبريل 1924 – 23 أبريل 1930).